# Muskiz
Muskiz – gmina w Hiszpanii, w prowincji Biskaja, w Kraju Basków, o powierzchni 22,04 km². W 2011 roku gmina liczyła 7541 mieszkańców.